# Cadalen
Cadalen település Franciaországban, Tarn megyében. Lakosainak száma 1540 fő (2022. január 1.). Cadalen Lagrave, Aussac, Brens, Fénols, Florentin, Labessière-Candeil, Lasgraisses, Peyrole és Técou községekkel határos.

## Népesség
A település népességének változása:
| Lakosok száma | 1473 | 1497 | 1508 | 1557 | 1530 | 1529 | 1529 | 1528 | 1531 | 1540 |
|               | 2010 | 2013 | 2015 | 2016 | 2017 | 2018 | 2019 | 2020 | 2021 | 2022 |